# Mercado del Ninot
El mercado del Ninot (en catalán mercat del Ninot), es un mercado municipal emblemático de estilo novecentista con arquitectura en hierro del siglo xix situado en la ciudad de Barcelona, Cataluña, España. El inmueble, diseñado por Antoni de Falguera y Joaquim Vilaseca, está considerado un Bien Cultural de Interés Local (BCIL) en el Inventario del Patrimonio Cultural Catalán.

## Etimología

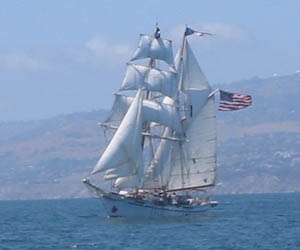
El ninot fue un mascarón que procedía de la proa de un bergantín como el que se muestra en la imagen

Inicialmente se nombró al mercado como «mercado del porvenir» (en catalán, mercat del porvenir), siendo el primero del entonces municipio de Les Corts (actualmente anexionado a Barcelona como distrito de Les Corts) en toda su historia. El origen del término se debe a una taberna cercana con el mismo nombre que se hizo muy popular por vender vino a mejor precio que en la ciudad ya que se encontraba exento de pagar el fielato al situarse fuera de sus límites.
No es hasta 1931 con el establecimiento de la República Española cuando se nombró al mercado como «mercado del ninot». Su origen se remonta a la historia de una chica que fue a ver a su prometido en el barrio marítimo de La Barceloneta. Al pasar por allí vio al ninot, un mascarón en la proa de un bergantín que se encontraba en proceso de desguace. La chica logró salvarlo gracias a la ayuda de su prometido y amigos y lo trasladó a la fachada de entonces.
El ninot actualmente se conserva en el Museo Marítimo de Barcelona, en el edificio de las Atarazanas Reales, en Ciutat Vella.

## Historia

### Creación
En 1892, el ayuntamiento de Les Corts, antes de su anexión a Barcelona, propuso su creación, en principio como mercado al aire libre.
El mercado estuvo en construcción dos años y se finalizó y se inauguró en 1894. El resultado fue un mercado dinámico de abastos al aire libre en una zona clave para el futuro y prolongación de la ciudad de Barcelona.

### La primera gran remodelación
En 1933, a consecuencia de la política de defensa de los intereses de los concesionarios, se procedió a ejecutar su primera gran remodelación con el cerramiento de la cubierta, logrando así un espacio totalmente cerrado. Los encargados del proyecto fueron los arquitectos Antoni de Falguera y Joaquim Vilaseca.

### La segunda gran remodelación

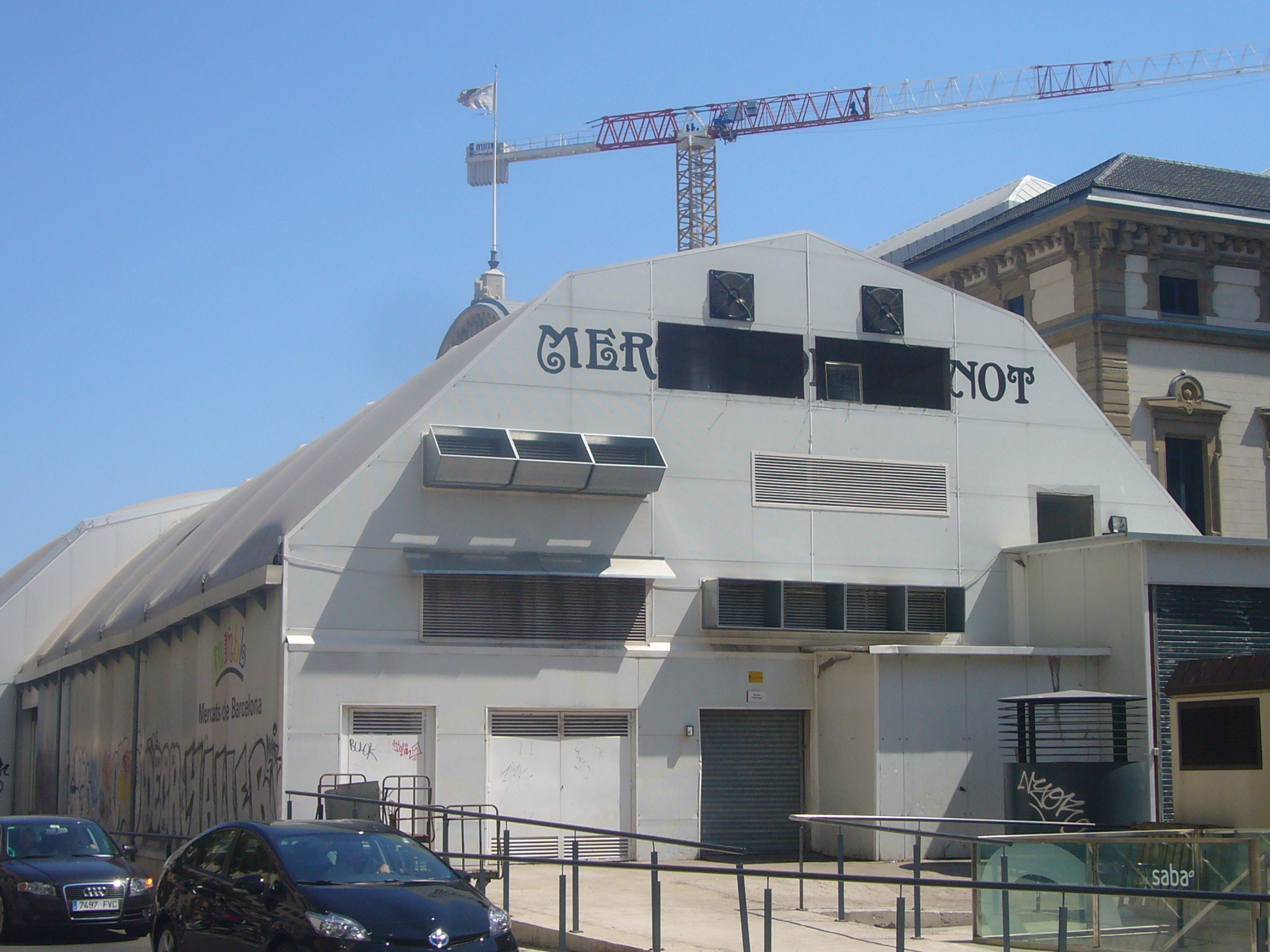
Carpa provisional del mercado del Ninot

En 2009, el mercado vivió su segundo plan integral de remodelación consistente en una rehabilitación completa del interior del edificio, con la ampliación de dos sótanos destinados a aparcamientos, zonas de carga y descarga, almacenes y tratadores de residuos, así como las instalaciones generales de servicios del edificio, un gran acceso con numerosas comunicaciones verticales y mejoras en la eficiencia energética.
Para realizar los trabajos, el 23 de octubre de 2009 el mercado ha realojado 107 establecimientos, 68 de productos alimentarios frescos y 39 de no alimentarios, en unas carpas provisionales situadas a una manzana del original, en la calle Casanova, junto al Hospital Clínico y Provincial de Barcelona. El coste total del traslado ha supuesto una inversión de 3,6 millones de euros.

## Ubicación y accesibilidad

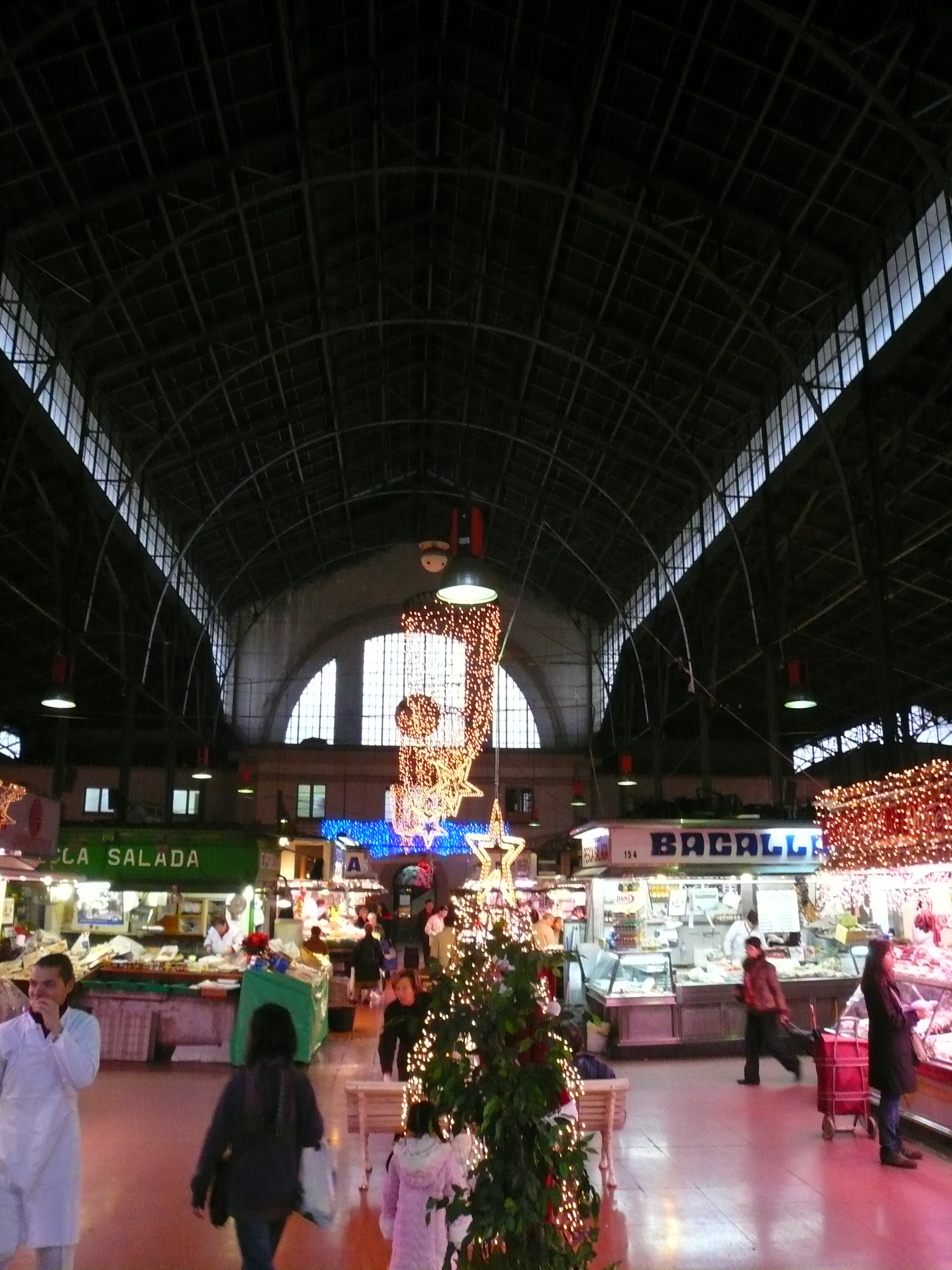
interior del mercado

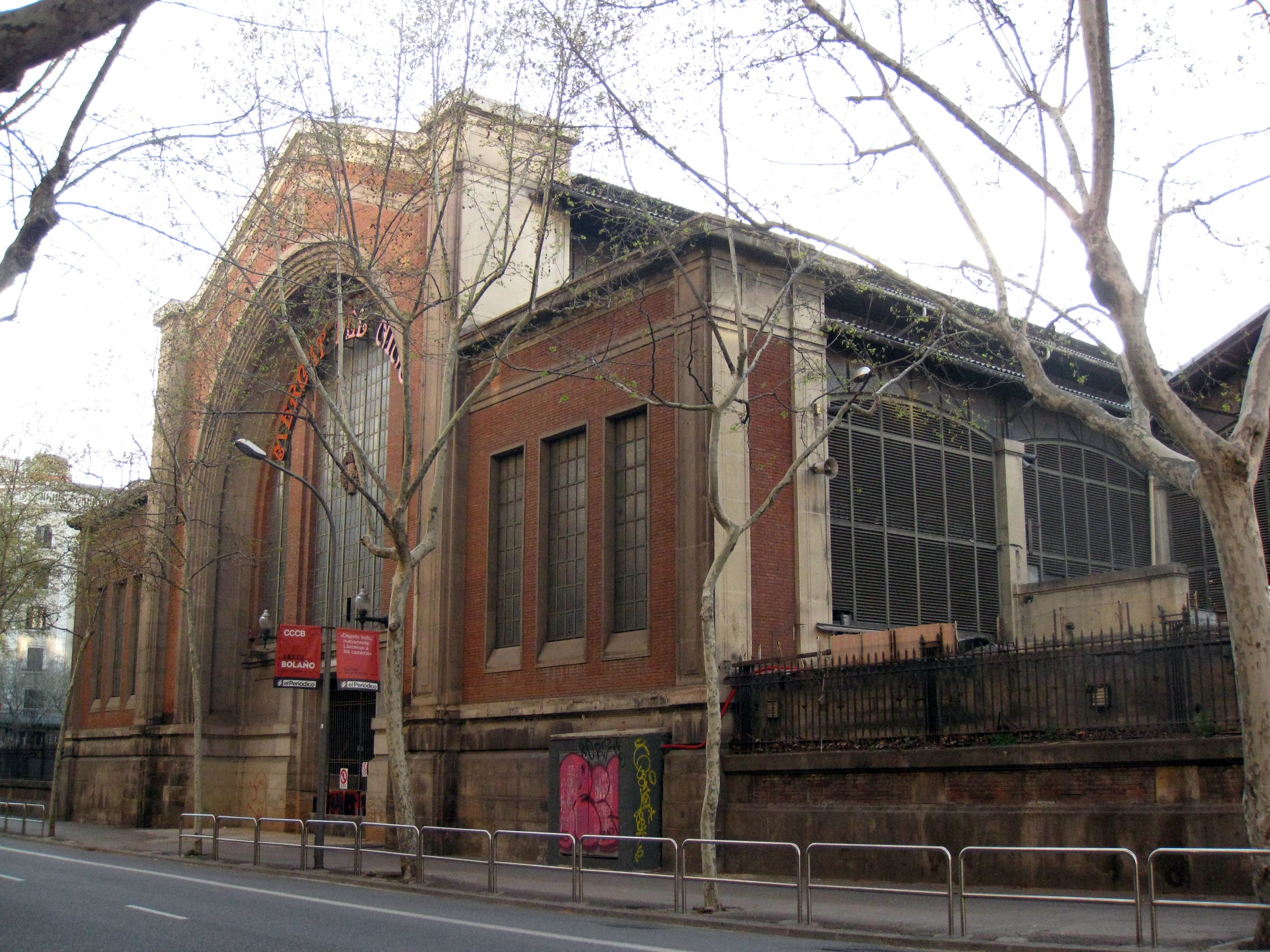
Exterior del mercado

El mercado se sitúa en la calle Mallorca, 135 del distrito del Ensanche de la población de Barcelona. Pese a ubicarse en una zona tan céntrica, no forma parte de los puntos turísticos de la ciudad por lo que se considera que sigue siendo un mercado para los vecinos de la zona.
El mercado, al situarse en una zona tan céntrica dispone de una buena accesibilidad. Las opciones son:
- Ferrocarriles de la Generalidad de Cataluña con parada en la estación de Provenza/Diagonal.
- Línea 5 del Metro de Barcelona con parada en la estación de Hospital Clínic.
- 6 Línea 6 de TMB.
- 7 Línea 7 de TMB.